# Aspergillus carbonarius
Aspergillus carbonarius är en svampart som först beskrevs av Georges Bainier, och fick sitt nu gällande namn av Thom 1916. Aspergillus carbonarius ingår i släktet Aspergillus och familjen Trichocomaceae.   Inga underarter finns listade i Catalogue of Life.